# Desert de Síria
El desert de Síria (àrab: بادية الشام, bādiyat ax-Xām) és una combinació d'estepa i desert veritable i està localitzat a la part nord de la península d'Aràbia, amb uns 518.000 km². És part d'Al-Hamad, que cobreix parts de Síria, l'Iraq, Jordània i l'Aràbia Saudita. Fa frontera a l'oest amb la conca del riu Orontes, i a l'est amb el riu Eufrates. Al nord, el desert dona pas a zones més fèrtils del centre nord de Síria. Al sud, es troba amb els deserts del sud de la península d'Aràbia. Hi ha molts oasis, com el de Palmira. Damasc també es troba en un oasi. La lava forma el paisatge de Jabal ad Duruz al sud de Síria. Històricament, els beduïns habitaven el desert i encara n'hi ha. El desert de Síria és l'origen de l'hàmster daurat.
S'hi troben inscripcions protoaràbiques safaítiques dels segles I aC fins al IV dC.